# Guerra cambogiano-olandese
La guerra cambogiano-olandese dal 1643 al 1644 fu un conflitto tra il nuovo re cambogiano, da poco salito al trono e convertitosi all'islam con l'aiuto di mercanti malaiani presenti nel paese, e la Compagnia olandese delle Indie orientali, i cui membri iniziarono ad essere massacrati dai cambogiani, i quali inoltre si rifiutavano di pagare il tributo coloniale all'Olanda.

## La guerra
Nel 1642 un principe cambogiano di nome Ponhea Chan divenne re col nome di Reameathiptei I dopo aver detronizzato ed assassinato il suo predecessore. I mercanti musulmani malaiani che vivevano in Cambogia, lo aiutarono nell'impresa, ed egli successivamente decise di convertirsi dal buddismo all'islam, cambiando il proprio nome in Ibrahim e sposando una donna malaiana. Egli quindi iniziò a rivolgersi contro i membri della Compagnia olandese delle Indie orientali, iniziando proprio dall'avamposto olandese dove vennero uccisi 35 impiegati della Compagnia oltre all'ambasciatore locale. Sul fiume Mekong, i cambogiani sconfissero le forze olandesi in una guerra ove i primi persero però 1000 uomini ed i secondi solo 156 ma anche diverse navi da guerra. L'ambasciatore della Compagnia olandese delle Indie orientali ucciso assieme ai suoi uomini era Pierre de Rogemortes e la sua sconfitta segnò l'allontanamento degli europei dalla Cambogia per i successivi due secoli. Il re cambogiano venne poi detronizzato ed arrestato dai signori Nghuen, vietnamiti, su richiesta dei fratelli di Ibrahim che erano rimasti buddisti. Dalla loro sconfitta in questa guerra, gli olandesi abbandonarono tutti i loro avamposti commerciali in Cambogia.